# 吉田幸子
吉田 幸子（よしだ さちこ、1937年-　）は、英文学者、奈良女子大学名誉教授。
1961年奈良女子大学文学部英文科卒、1966年京都大学大学院文学研究科修士課程修了。武庫川女子大学講師、助教授、奈良女子大学文学部講師、助教授、教授、2000年定年退官、名誉教授、平安女学院大学教授、2004年広島女学院大学文学部特任教授。

## 著書
- 『サウスウェルとクラッショウ ピューリタニズムとカトリシズムの美意識』あぽろん社 1986
- 『ジョン・ダンの異端と正統』英宝社 2000

### 共編著
- 『シルヴィア・プラス作品集』皆見昭共編注 弓書房 1978
- 『イギリス女性作家の深層』久守和子共編著 ミネルヴァ書房 シリーズ「女いま生きる」 1985
- 『文学と女性』横山茂雄共編 英宝社 2000

### 翻訳
- ジョセフ・ヒリス・ミラー『アリアドネの糸 物語の線』室町小百合共監訳 英宝社 2003
- ジョン・ダン著 E.W.サリヴァン編『自殺論』訳者代表 英宝社 2008

## 参考
- 吉田幸子教授研究業績目録  研究年報 1999
- J-GLOBAL